# Гуриновский сельский совет (Белопольский район)
Гуриновский сельский совет (укр. Гуринівська сільська рада) — входит в состав
Белопольского района
Сумской области
Украины.
Административный центр сельского совета находится в 
с. Гуриновка
.

## Населённые пункты совета
- с. Гуриновка
- с. Бубликово
- с. Василевщина
- с. Гирино
- с. Кандыбино
- с. Марьяновка
- с. Мороча
- с. Новоивановка
- с. Алексенки
- с. Степановка